# Мікаела Гувер
Мікаела Гувер (12 липня 1984 , Спокан, Вашингтон ) — американська актриса ірано-італійського походження.

## Життєпис
Мікаела народилася 1984 року й виросла у Колберті, штат Вашингтон (США). Відвідувала уроки танців з 2-річного віку, у дитинстві грала у шкільних спектаклях та знімалася у місцевій рекламі. Була прийнята до театральної програми Університету Лойоли Мерімаунт у Лос-Анджелесі та здобула ступінь бакалавра в галузі театру.

## Кар'єра
Гувер дебютувала у 2007 році у фільмі « Френк». Потім вона отримала головну роль у Sorority Forever. Незабаром після цього отримала роль у Humanzee після прослуховування у Джеймса Ганна, після чого їй запропонували головну роль у Xbox-шоу Джеймса Ганна та Пітера Сафрана «Спаркі та Мікаела».
У 2010 році Гувер почала з'являтися в американських постановках з гостьовою роллю в «Як я зустрів вашу маму». Також вона отримала роль у фільмі Джеймса Ганна « Супер».
У 2011 році вона мала повторювану роль Джекі в телесеріалі « Щасливий кінець», а в 2012 році з'явилася в « Управлінні гнівом».
У 2013 році Гувер зіграла в американських телесеріалах « Два з половиною чоловіки» та «Ліга», а в 2014 році — у « Святому Джорджі».
Гувер продовжувала працювати з Джеймсом Ганном і в 2014 році зіграла помічницю Новий Прайм у фільмі Marvel « Вартові Галактики» та Разію Мемаріан в « Експерименті Белко» .
У 2017 році Гувер з'явилася в телесеріалах « Дві дівчини без копійчини», «Гостьова книга» та « Люцифер».
У 2020 році отримала роль у фільмі DC « Загін самогубців», «Гостьовий дім» від Lionsgate та " Пара на свята « від Netflix .

## Фільмографія
| Рік     | фільм                           | Роль                 | Примітки                                                         |
| ------- | ------------------------------- | -------------------- | ---------------------------------------------------------------- |
| 2006 р. | SamHas7Friends                  | Камі                 | телесеріал                                                       |
| 2007    | Відвертий                       | Верес                |                                                                  |
| 2008    | Казановас                       | Актриса № 1          | Серіал (Епізод: „Голлівудська печія“)                            |
| 2008    | суспільство назавжди            | Медісон Вестербрук   | Веб-серіал (33 серії)                                            |
| 2008    | Спарки та Мікаела               | Мікаела              | Серіал (Епізод: „Пілот“)                                         |
| 2008    | Людиноподібний!                 | Марго                | Серіал (Епізод: „Пілот“)                                         |
| 2009    | Недопорно                       | Джулі                | Телевізійний короткометражний фільм (Епізод: „Корисний автобус“) |
| 2009    | Втрачена мрія                   | Маккензі             |                                                                  |
| 2010    | Команда Єдинорога               | Дженна               | Серіал (Епізод: „Дівчатка G33K та G4M3R“)                        |
| 2010    | Супер                           | Холлі                |                                                                  |
| 2010    | Як я зустрів вашу маму          | Стейсі               | Серіал (Епізод: „Дитячий белькіт“)                               |
| 2011    | 2 чоловіки 3 шлях               |                      | короткий                                                         |
| 2011    | Щасливий кінець                 | Джекі                | Серіал (2 серії)                                                 |
| 2011    | Блискавка плоті                 | Медісон              | короткий                                                         |
| 2012    | Управління гнівом               | Дейтона              | Серіал (2 серії)                                                 |
| 2013    | Два з половиною чоловіки        | Морган               | Серіал (Епізод: „Великий епізод: Хтось вкрав ложку“)             |
| 2013    | Ліга                            | Дівчина Тако         | Серіал (Епізод: Чалупа vs. Котлета»)                             |
| 2014    | У минулі часи                   | важкий               |                                                                  |
| 2014    | Святий Джордж                   | Хлоя                 | Серіал (Епізод: «Більше не обдуриш»)                             |
| 2014    | Cuz-Bros                        | Карісса              | телефільм                                                        |
| 2014    | Вартові галактики               | Помічник Новий Прайм |                                                                  |
| 2016    | Експеримент «Офіс»              | Розія Мемаріан       |                                                                  |
| 2017    | Дві дівчини без копійчини       | Джессіка             | Серіал (Епізод: «І немовля, та інше»)                            |
| 2017    | Люцифер                         | Естер                | Серіал (Епізод: «Хлоя робить Люцифера»)                          |
| 2018    | Затемнені                       | Сьюзі                | Короткий фільм                                                   |
| 2018    | Бульбашка                       | Неділя               | Короткий фільм                                                   |
| 2019    | Авіарежим                       | Клер                 |                                                                  |
| 2020    | Пара на свята                   | Енні                 |                                                                  |
| 2020    | Гостьовий будинок               | Тейлор               |                                                                  |
| 2021    | Загін самогубців: Місія навиліт | Каміла               |                                                                  |
| 2021    | Аромат кохання                  | Челсі Лін            |                                                                  |
| 2023    | Вартові галактики 3             | Поля                 | озвучення                                                        |
| 2025    | Супермен                        | Кет Грант            |                                                                  |